# Nacht über den Wassern
Nacht über den Wassern (Originaltitel: Night Over Water, erschienen 1991) ist ein 1992 im  Gustav-Lübbe-Verlag erschienener Roman des englischen Schriftstellers Ken Follett. Er wurde von Gabriele Conrad und Lore Straßl übersetzt und mit Buchkunstarbeiten von Achim Kiel versehen.

Vordergründig ist Folletts Roman ein Thriller, die eigentliche Kriminalhandlung nimmt jedoch nur einen geringen Umfang des Buches ein. Sie dient als roter Faden, der die verschiedenen Handlungsstränge zusammenhält.
Follett wechselt dabei mehrfach die Erzählperspektive. Es gibt keinen neutralen Erzähler, die Handlung wird abwechselnd aus dem Blickwinkel verschiedener Personen geschildert.

## Inhalt

### Figuren
Einer der ersten Flüge des Flying Clippers von Pan American versammelt eine bunte Schar Passagiere, die alle einen Grund haben, Großbritannien am 3. September 1939, dem Tag der Kriegserklärung an das Deutsche Reich, zu verlassen:
- Eddie Deakin, der Bordingenieur,
- Peter Black, Manager einer amerikanischen Schuhfabrik,
- Nat Ridgeway, ein Konkurrent und Kaufinteressent,
- Diana Lovesey, Engländerin, durchgebrannt mit
- Mark Alder, amerikanischer Journalist,
- Prinzessin Lavinia, russische Adlige,
- Lulu Bell, amerikanische Schauspielerin,
- Frank Gordon, Mafioso,
- Ollis Field, FBI-Agent, liefert Gordon an die USA aus,
- Baron Gabon, französischer Bankier, Jude, Fluchthelfer von
- Carl Hartmann, deutscher Atomphysiker, ebenfalls Jude,
- Lord Oxenford, britischer Faschist, muss Großbritannien deshalb verlassen,
- Lady Oxenford, seine amerikanische Frau,
- Percy Oxenford, sein aufgeweckter Sohn, 15 Jahre alt,
- Margaret Oxenford, seine Tochter, 19 Jahre alt, will gegen die Deutschen kämpfen,
- Harry Marks, englischer Juwelendieb,
- Clive Membury, Scotland Yard-Beamter,
- Tom Luther, britischer Geschäftsmann, schuldet Gangstern einen Gefallen,
- Mervyn Lovesey, britischer Unternehmer, Hersteller von Propellern,
- Nancy Lenehan, Schwester und Teilhaberin von Peter Black, verwitwet.

Hinzu kommen zahlreiche Besatzungsmitglieder.

### Handlung
Kurz vor dem Start des PanAm-Clippers erfährt der Bordmechaniker Eddie Deakin, dass seine Frau entführt wurde. Er werde während des Flugs Anweisungen erhalten. Luther übergibt ihm an Bord Koordinaten, bei denen das Flugzeug landen soll.
Deakin geht davon aus, dass Gordon befreit werden soll und besteht auf einem Austausch gegen seine Frau vor Ort. Bei Erreichen des angegebenen Ortes vor der amerikanischen Küste lässt er zwei Motoren ausfallen  und zwingt den Kapitän damit zur Landung. Die Gangster, die dort warten, wollen jedoch Hartmann gefangen nehmen, um ihn zurück nach Deutschland zu bringen. Durch einen beherzten Auftritt Percys scheitern sie und werden festgenommen. Dabei stirbt Membury. 
Der vermeintliche Gangster entpuppt sich als FBI-Agent. Der echte Gordon reist per Schiff. Die  „Überführung per Flug“ diente nur als Ablenkungsmanöver.
Die rebellische Margaret Oxenford, die schon in England damit gescheitert war ihre Familie zu verlassen, verliebt sich auf dem Flug in Harry Marks. Sie wird dies nun in Amerika tun und mit Harry zusammenleben. Der träumt schon lange davon, sich eine „bürgerliche“ Existenz aufzubauen. In der allgemeinen Verwirrung bei der Überwältigung der Gangster stiehlt Harry das Geld, mit dem Luther die Kriminellen bezahlen sollte, und die beiden fliehen von Bord.
Nancy Lenehan setzt alles daran, den Clipper in Irland noch zu erreichen. Sie will verhindern, dass ihr Bruder Peter Black ohne sie in die USA fliegt und in ihrer Abwesenheit das gemeinsame Schuhunternehmen verkauft. Dabei trifft sie auf Mervyn Lovesey, der seine Frau zurückholen will. Im Flugzeug müssen beide sich die Honeymoon-Suite teilen und kommen sich in der stürmischen Nacht näher. Die Loveseys erkennen im Laufe des Fluges, dass ihre Beziehung gescheitert ist und trennen sich. Nancy kommt gegen ihren Bruder nicht an, der sie bei der Zwischenlandung in Neufundland sogar in einen Bootsschuppen lockt und dort einsperrt. Nur dank Lovesey schafft sie es rechtzeitig wieder an Bord. Sie geht schließlich mit Ridgeway einen Handel ein, um mit Lovesey nach England zurückzukehren.
Einen Kurzauftritt zu Beginn hat Henry Faber, die „Nadel“. Wer mit diesem Buch vertraut ist, zweifelt dadurch von Anbeginn an Deakins Theorie, Gordon solle befreit werden.

### Flugroute
Southampton, England

Foynes, Irland

Botwood, Neufundland

Shediac, St. Lorenz-Strom

geplant: New York, stattdessen Notlandung vor der Küste von Maine